# Rena Jaya
Rena Jaya is een bestuurslaag in het regentschap Bengkulu Utara van de provincie Bengkulu, Indonesië. Rena Jaya telt 1700 inwoners (volkstelling 2010).